# Zekiros Adanech
Zekiros Adanech (etíope: שኪሮስ ኪሮስነች; nascida em 26 de março de 1982) é uma corredora de longa distância etíope. Na sua carreira, os seus melhores tempos pessoais foram: 31:59,37 nos 10.000 metros em Sollentuna em 28 de junho de 2005, 1:12.06 na meia maratona em Adis Abeba em 28 de agosto de 2005 e 2:27,32 na maratona em Roterdã em 13 de abril de 2008.
Nos Campeonatos Mundiais de Meia Maratona da IAAF de 2004, Adanech terminou em 16º com o tempo de 1:13:50, na época um recorde pessoal. Depois de se concentrar nos 10.000 metros e meia maratona no início da sua carreira, ela mudou-se para a maratona completa em 2005. Ela correu no Reims à Toutes Jambes e venceu em 2005 com o tempo de 2:35:55.  Em 2006, ela fez o oitavo lugar na Maratona de Berlim de 2006 com o tempo de 2:36:48 e o terceiro lugar na Maratona de Roma de 2006 com o tempo de 2:27:38.  Adanech ganhou o Rock 'n' Roll Arizona Marathon duas vezes; em 2007, ela ganhou com o tempo de 2:31:43, e no ano seguinte ela ganhou com o tempo de 2:31:14, quebrando o recorde do percurso no processo.  A sua última grande corrida foi a Maratona de Roterdão de 2008; ela terminou em segundo lugar com um tempo pessoal de 2:27,32.